# Campo Baixo
Campo Baixo (kreolisch: Kanpu Baxu) ist ein kleines Dorf im Südwesten der Insel Brava, Kapverdische Inseln mit 169 Einwohnern (Stand: Zensus 2010).

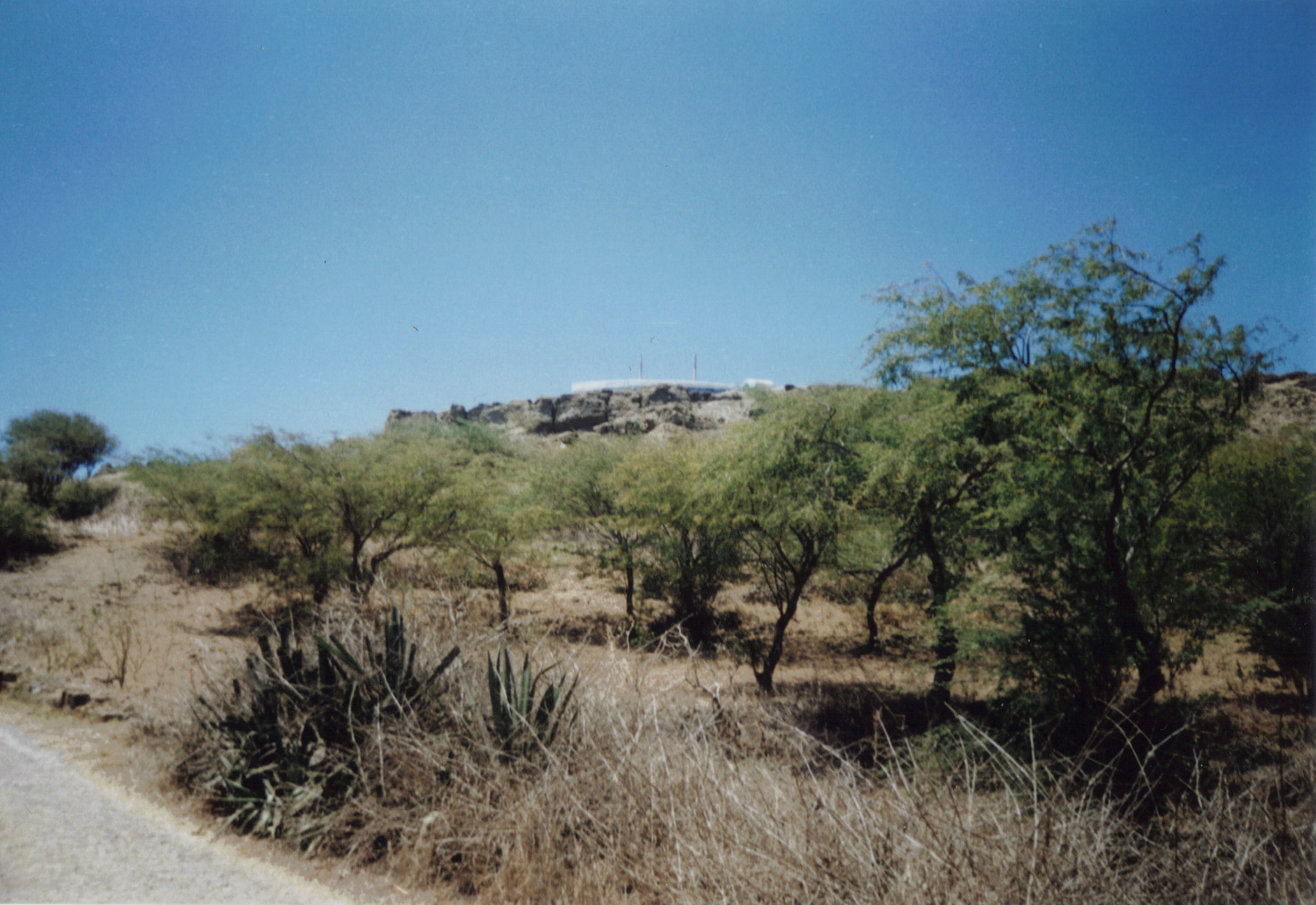
Blick zur Kapelle

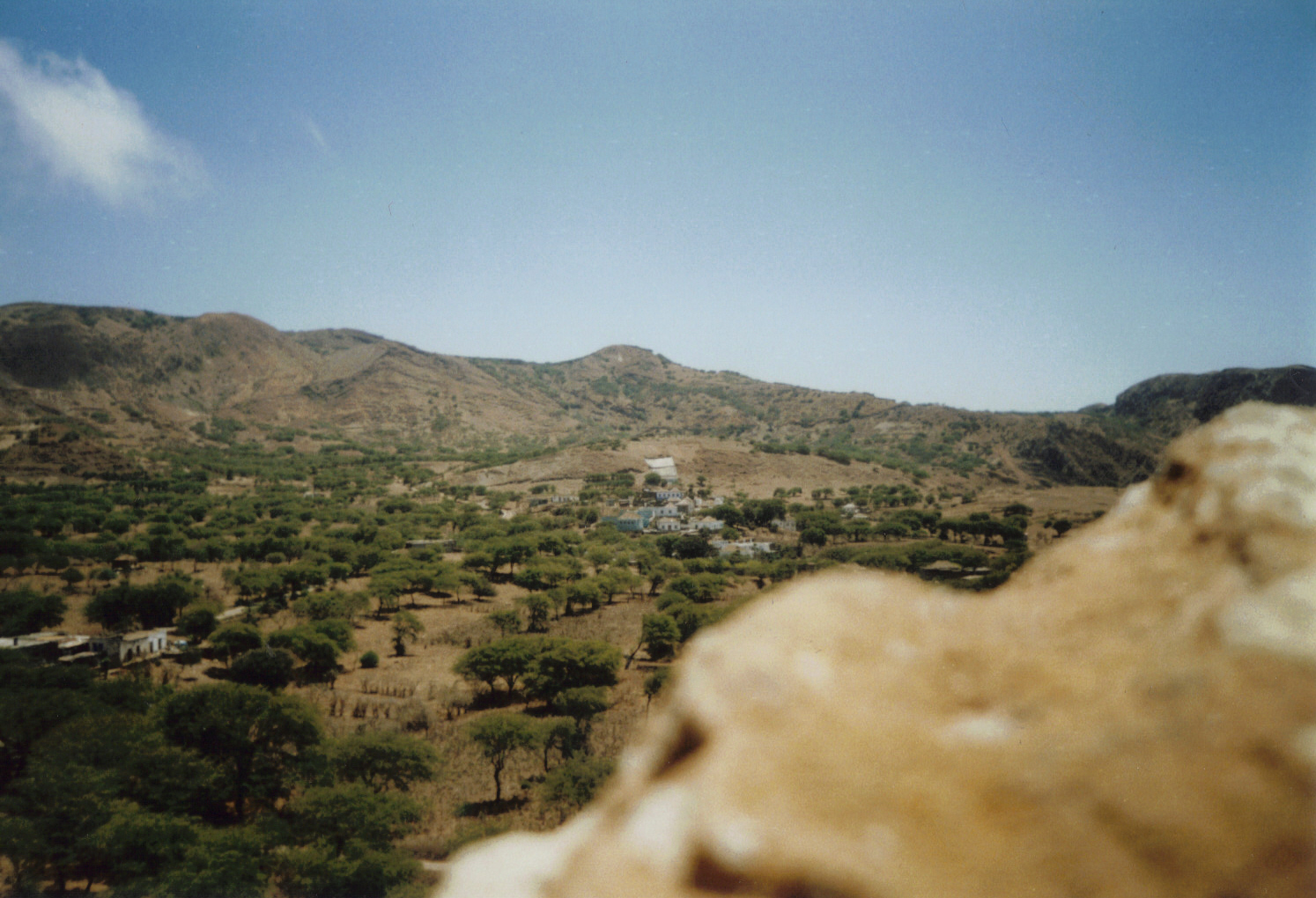
Blick von der Kapelle auf Campo Baixo

Über eine gute, asphaltierte Straße ist der Ort von dem nächsten größeren Dorf, dem Wallfahrtsort Nossa Senhora do Monte, mit den unregelmäßig verkehrenden und für die Kapverden typischen Aluguer-Bussen zu erreichen. Auch zu dem Nachbarort Tantum im Süden der Insel führt eine gute Straße. Fast alle Einwohner Campo Baixos leben vom Ackerbau (vor allem Mais), auch etwas Viehzucht (Kühe) wird betrieben. Das Dorf besteht hauptsächlich aus einstöckigen Häusern mit einem Walmdach.
Am östlichen Rand von Campo Baixo fällt – wie in anderen Dörfern auf Brava – eine große betonierte Fläche an einem Hang auf. Sie dient zum Auffangen von Regenwasser, da der Wassermangel auch in Campo Baixo ein großes Problem darstellt. Im Dorf gibt es eine Schule und einige kleine Läden zur Deckung des täglichen Bedarfs, jedoch keine Kirche.
Unweit des Dorfes ist im Südwesten auf einem Felsen an der Landstraße nach Palhal eine kleine Kapelle in der Form eines Schiffes mit dem Namen Santa Maria und mit zwei Masten sehenswert. Ähnliche Kapellen bzw. Denkmäler sind auch in anderen Orten der Kapverden zu sehen, zum Beispiel in der 15 Kilometer entfernten Inselhauptstadt Vila Nova Sintra.